# Дуб великопиляковий
Дуб великопиляковий (Quercus macranthera) — однодомна рослина з підроду Mesobalanus роду дуб родини букові. Інша назва «східний дуб».

## Опис
Загальна висота сягає 10—30 м, завширшки 8—15 м. Крона широка та яйцеподібна, гілки вертикальні, пухкі, з віком широкорозлогі. Молоді пагони бархатисто опушені, на другий рік гладенькі, дуже товсті. Листя розташовано чергово, завдовжки 6—18 см, завширшки 5—10 см, з кожного боку по 7—11 округлих лопатей. Листя зверху темно-зелені, знизу сіро-опушені. Осіннє забарвлення жовте або жовто-коричневе. Має пилякові сережки, довжина яких становить 10—15 см, з густо опушеним стрижнем; пиляки великі — до 1,5 мм завдовжки. Це нехарактерно для інших видів свого роду дуб. Жолуді завдовжки 2 см, поєднані у 2—4 шт. Основні корені розташовано глибоко.

## Екологія
Зустрічається у верхньому лісовому поясі гір від 800 до 2400 м над рівнем моря, утворює ліси на сухих, переважно південних схилах. Дуже посухостійкий, найбільш холодостійкий з усіх кавказьких дубів. Може зростати на найрізноманітнішому субстраті, починаючи від скель і закінчуючи ґрунтами потужністю до 1,0—1,5 м. В рік зростає на 15—20 см. Полюбляє світлі, сонячні ділянки.
Його деревина використовується для меблів.

## Поширення
Розповсюджено в Туреччині, Вірменії, Грузії, Азербайджані, північному Ірані.